# Maximum information rate
MIR je zkratka anglického termínu Maximum Information Rate – maximální šířka pásma dostupná zákazníkům širokopásmových sítí.
Platí CIR ≤ MIR.
V terminologii Cisco Systems též Minimum Information Rate v souvislosti s Frame Relay sítěmi.